# NGC 5255
NGC 5255 (другие обозначения — MCG 10-19-98, ZWG 294.51, PGC 48124) — галактика в созвездии Большая Медведица.
Этот объект входит в число перечисленных в оригинальной редакции «Нового общего каталога».